# Tortoise (média)
Pour les articles homonymes, voir Tortoise (homonymie).
Tortoise est un média en ligne britannique, créé en avril 2019, grâce au financement participatif, par le journaliste James Harding, ancien directeur des actualités de BBC News, Matthew Barzun, ex-ambassadeur des États-Unis à Londres, et Katie Vanneck-Smith, ancienne présidente du Dow Jones,.
Il se réclame du journalisme lent (en), d'où son nom, qui signifie tortue en anglais.
Initialement, seuls cinq articles fouillés et traitant de sujets délaissés sont publiés chaque jour. Une publication quotidienne diffusée par lettre d'information et disponible en baladodiffusion s'y ajoute ultérieurement.
En décembre 2024, Tortoise Media rachète le journal du dimanche The Observer au Guardian Media Group.

## Chiffres
- 2024 : 110 000 abonnés payants[3], 55 employés
- 2022 : 4,6 millions de livres sterling de déficit[5]
- 2020 : près de 50 000 abonnés payants[1]